# Hoplotarache nephele
Hoplotarache nephele är en fjärilsart som beskrevs av George Francis Hampson 1911. Hoplotarache nephele ingår i släktet Hoplotarache och familjen nattflyn. Inga underarter finns listade i Catalogue of Life.